# Хрељин Огулински
Хрељин Огулински је насељено место у саставу града Огулина у Карловачкој жупанији, Република Хрватска.

## Историја
До територијалне реорганизације у Хрватској налазио се у саставу старе општине Огулин.

## Становништво
На попису становништва 2011. године, Хрељин Огулински је имао 549 становника.

## Попис1991.
На попису становништва 1991. године, насељено место Хрељин Огулински је имало 213 становника, следећег националног састава:
| Попис 1991.‍  | Попис 1991.‍  | Попис 1991.‍ | Попис 1991.‍ | Попис 1991.‍ |
| ------------ | ------------ | ----------- | ----------- | ----------- |
|              |              |             |             |             |
| Хрвати       | Хрвати       |             | 123         | 57,74%      |
| Срби         | Срби         |             | 78          | 36,61%      |
| Југословени  | Југословени  |             | 5           | 2,34%       |
| Муслимани    | Муслимани    |             | 1           | 0,46%       |
| Црногорци    | Црногорци    |             | 1           | 0,46%       |
| неопредељени | неопредељени |             | 1           | 0,46%       |
| непознато    | непознато    |             | 4           | 1,87%       |
| укупно: 213  |              |             |             |             |